# Sassafras
Sassafras o sasafrás es un género de árboles caducifolios de la familia Lauraceae, nativo del este de Norteamérica y este de Asia.

## Descripción
Estos árboles crecen entre 9 a 18 m con una extensión de copa de 75 a 12 m. El tronco puede medir unos 70 a 150 cm de diámetro. La ramificación es simpodial, con numerosas ramas esbeltas de suave corteza color marrón anaranjado. La corteza del tronco maduro es gruesa, de color marrón rojizo y profundamente surcada. La madera es ligera, dura, y a veces quebradiza. Todas las partes de la planta son muy fragantes.
Las especies son excepcionales al tener 3 distintos patrones de hoja: oval no lobulada, bi-lobulada (con forma de guante) y tri-lobulada; casi nunca penta-lobuladas. Tienen bordes lisos y crecen de 7 a 20 cm de largo por 5-10 cm de ancho. Las hojas jóvenes y brotes son mucilaginosos y segregan una esencia cítrica al estrujarlas. Las pequeñas flores amarillas tienen 5 pétalos y florecen en primavera, son unisexuales, con flores hembra y macho en árboles separados. Los frutos, de 1 cm de largo, son de color azul negruzco con forma de huevo rodeados por cascarillas de bordes rojizos. Maduran a finales de verano.

## Etimología
El nombre de sasafrás se le atribuye al destacado botánico español Nicolás Monardes (siglo XVI). Se dice que es una corrupción de la palabra española saxifraga. También fue conocida con el nombre de "pauame" por los nativos americanos.

## Especies
Consta de tres especies y una extinta:
- Sassafras albidum
- Sassafras hesperia†
- Sassafras randaiense
- Sassafras tzumu

## Usos
El aceite esencial destilado de la corteza, raíces y del fruto ha sido usado como fragancia en perfumes y jabones, en la comida (té de sasafrás y saborizante de dulces) y para aromaterapia. También se ha usado como analgésico y como antiséptico en enfermedades dentales. La médula es utilizada para calmar la inflamación de ojos y el catarro leve.
La raíz, o la corteza de la raíz, también ha sido usada para hacer infusiones. Las diversas partes del árbol eran usadas para dar sabor a refrescos como la cerveza de raíz, conocida también como root beer o zarzaparrilla, cuyo sabor característico proviene de la corteza del sasafrás. Las hojas se usan en salsas y sopas, y cuando son secadas y molidas son conocidas como "polvo filé", un aderezo para la sopa de mariscos y otros platos de Luisiana. 
Según se dice, el aroma del aceite de sasafrás sirvió como base de repelentes de mosquitos y otros insectos, lo que la hizo una excelente planta ornamental. De la madera se obtenía un colorante amarillo.

## Componente activo
El safrol, que es el principal componente (70 a 80%) del aceite esencial, ha sido identificado por el Departamento de Agricultura de los Estados Unidos como un posible carcinógeno. El aceite de sasafrás ha sido la fuente preferida para la síntesis de (3,4-metilendioxianfetamina) también llamado MDA y sus derivados MDMA (Éxtasis) y MDE (Eva), de manera clandestina. Por ello su venta está vigilada por la DEA.